# Revoluční tribunál

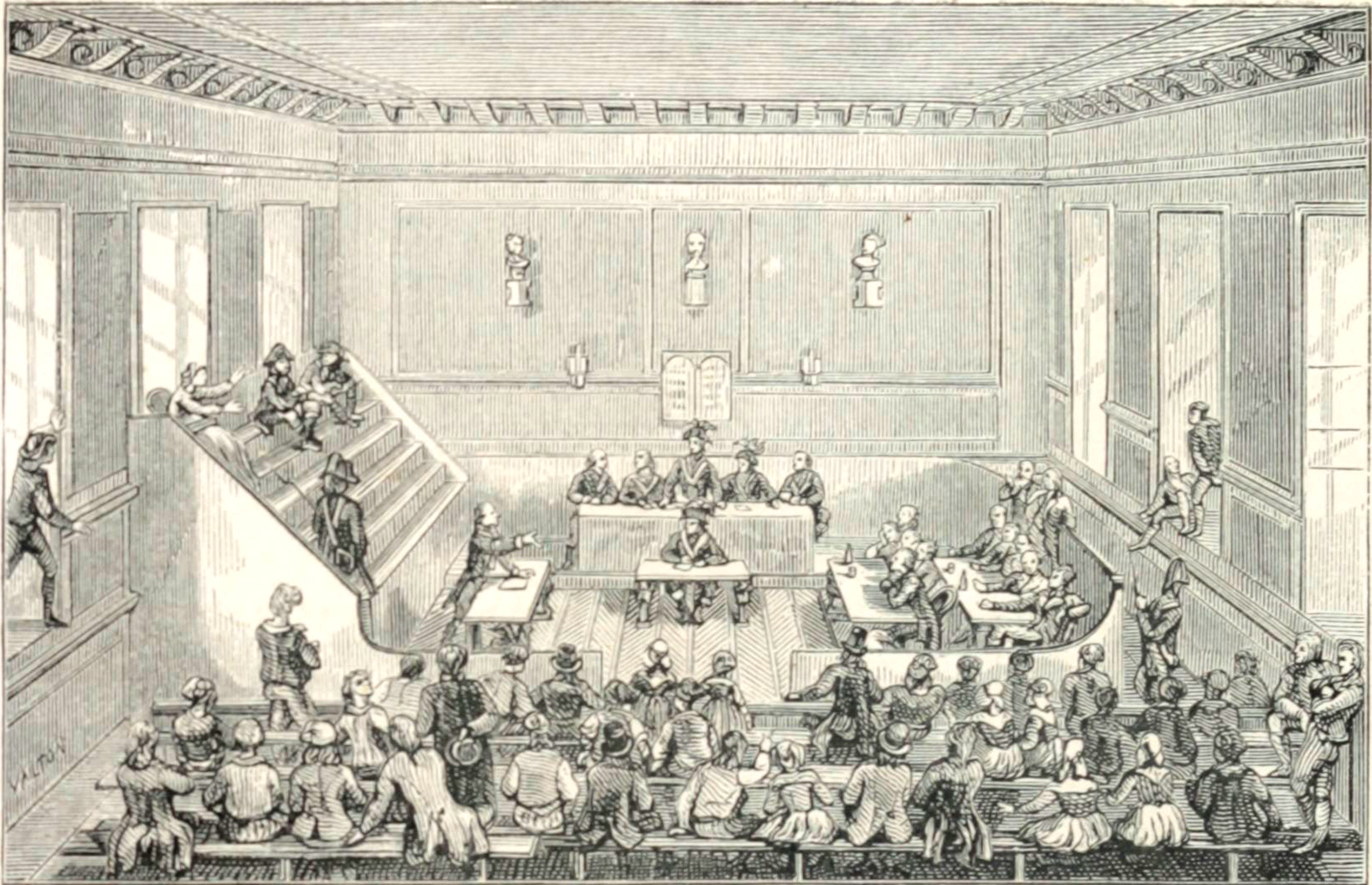
Zasedání Revolučního tribunálu

Revoluční tribunál (francouzsky Tribunal révolutionnaire) byl během Velké francouzské revoluce soudní dvůr zřízený Národním konventem k souzení politických činů proti Revoluci. V období Teroru patřil k významným aspektům politického života.

## Historie
Zpráva o porážce francouzských vojsk v Belgii vyvolala 9. a 10. března 1793 lidové povstání. Již 10. března rozhodl Konvent na návrh Dantona, že bude v Paříži zřízen mimořádný trestní soud, který získal dekretem z 20. října 1793 oficiální název Revoluční tribunál. Skládal se z poroty, státního žalobce a dvou přísedících, kteří byli všichni jmenováni Konventem. Jeho sídlem byla budova Conciergerie v Paříži. Proti rozhodnutí tribunálu neexistovalo odvolání. Předsedou poroty byl M. J. A. Hermann a státním žalobcem Antoine Quentin Fouquier-Tinville. Tribunál soudil především royalisty, duchovní odmítající občanskou ústavu duchovenstva a všechny skutečné či domnělé účastníky kontrarevoluce.
Brzy se však při jeho jednání prosadily též osobní zájmy, především Robespierra, který prosazoval odsuzování svých politických protivníků. Politické procesy revolučního tribunálu vzrostly s Robbespierrovým jmenováním do Výboru pro veřejné blaho.
Dne 10. června 1794 byl na Robbespierrův podnět přijat zákon, který odpíral zatčeným právní pomoc při obhajobě, omezoval výslechy svědků a Revolučnímu tribunálu stanovil smrt jako jediný přípustný trest. Do té doby během 13 měsíců Revoluční tribunál vynesl 1220 trestů smrti, zatímco za 49 dnů od vydání zákona do Robespierrova pádu bylo odsouzeno 1376 osob.
Seznamy zatčených, kteří měli být posláni před tribunál, byly vyhotoveny Výborem pro veřejné blaho a po přepracování Výborem pro všeobecnou bezpečnost společně oběma výbory podepsány. Ačkoliv byl Robespierre hlavním činitelem tribunálu, dochoval se jen jediný seznam s jeho vlastnoručním podpisem. Revoluční tribunál byl zrušen 31. května 1795. K jeho nejznámějším obětem patřily Marie Antoinetta, Antoine Lavoisier, hébertisté, dantonisté a girondisté.
Obdobné tribunály byly zřízeny také v dalších francouzských městech.